# Industriële revolutie in Nederland

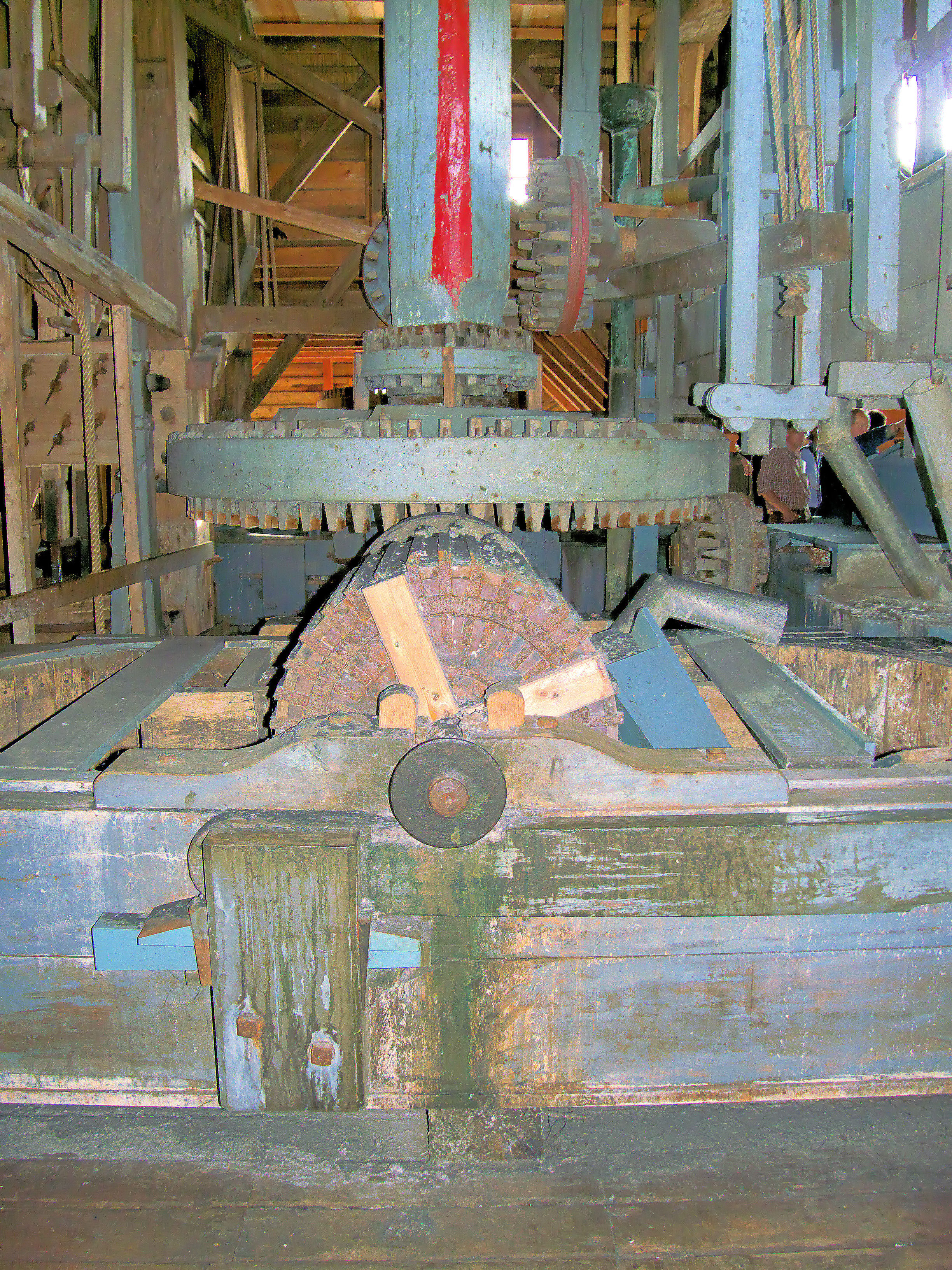
In Nederland gaf men nog lang de voorkeur aan wind- en wateraandrijving bij industriële processen. Hier een papiermolen in de Zaanstreek

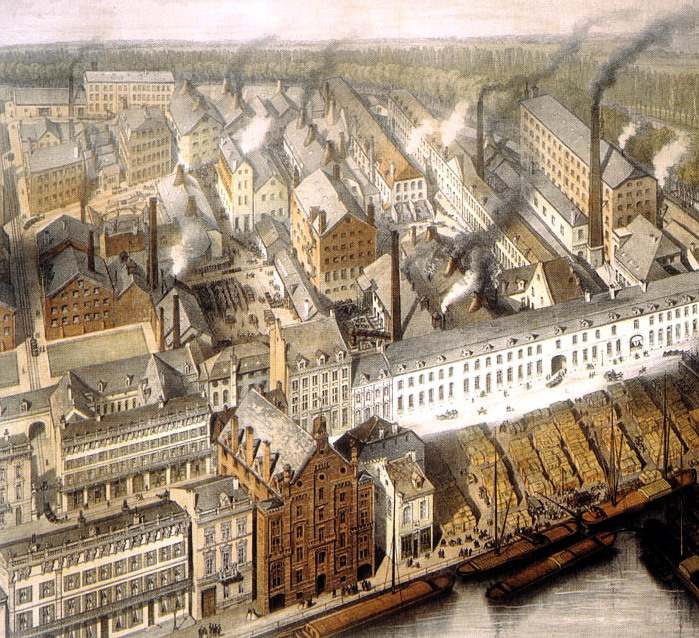
Fabriekscomplex van P. Regout & Co. aan Boschstraat en Bassin in Maastricht, ca. 1865

De industriële revolutie in Nederland was, evenmin als in Groot-Brittannië en elders, een revolutie maar wel een fundamentele technische en sociaaleconomische omwenteling die plaatsvond als een min of meer geleidelijk proces. Een precieze start- en einddatum zijn dan ook niet te geven. In Nederland vond deze omwenteling plaats gedurende de 19e eeuw, later dan in België en tientallen jaren na de industriële revolutie in Groot-Brittannië. In Groot-Brittannië vond vanaf circa 1750 een aantal ontwikkelingen plaats die uiteindelijk leidden tot een massale uitbreiding van de fabrieksmatige productie. In het sterk op handel en agrarische productie gerichte Nederland kwam de industrialisatie met een flinke vertraging op gang.

## Oorsprong
De nijverheidssector in de Republiek der Zeven Verenigde Nederlanden liep lang voorop in de westerse wereld, maar in de omschakeling naar nieuwe technieken in de 18e eeuw die in Groot-Brittannië plaatsvond vond geen directe navolging in Nederland. In de eenheidsstaat die na de Bataafs-Franse periode ontstond, het Verenigd Koninkrijk der Nederlanden was de economische politiek van met name Koning Willem I gericht op herstel van Nederland als handelsnatie. De al aanwezige industriële ontwikkeling in het huidige België concentreerde zich vooral daar. Toen dit land in 1830 onafhankelijk werd, groeide het in snel tempo tot het meest geïndustrialiseerde land van het Europese continent. België was mede in opstand gekomen omdat het de meeste belastingen moest betalen (50%) die voornamelijk ten goede kwamen aan het noorden (80%). De afscheiding van België leidde tot hoge oorlogslasten terwijl de Nederlandse staat ook inkomsten misliep. Naast structurele factoren als overheidsbeleid en natuurlijke factoren als de aanwezigheid van grondstoffen stond - volgens tijdgenoten en later overgenomen door historici - een Jan Saliegeest de economische modernisering van Nederland in de weg. Over de rol en het gewicht van diverse factoren is een redelijk debat onder historici geweest dat geleid heeft tot een genuanceerder beeld. Onder koning Willem I werd een grootscheepse aanleg en modernisering van de infrastructuur, vooral de vaarwegen (in navolging van de Engelse canals), ter hand genomen. De industriepolitiek was gericht op een verdere ontplooiing van de bedrijvigheid in de zuidelijke provincies. Door onder meer het oprichten van de Industriebank in 1822 en het verstrekken van exportpremies stimuleerde de koning de industrie in Wallonië. Als eerste stad in de latere noordelijke Nederlanden kwam in Maastricht vanaf het tweede kwart van de 19e eeuw een aanzienlijke industrialisatie opgang, onder invloed van het nabije industrieel verder ontwikkelde Luik, vanwaar kennis en grondstoffen konden worden betrokken. De ondernemer Petrus Regout was van grote invloed op het ontstaan van met name een uitgebreide aardewerk- en metaalindustrie. Het Noordelijk deel van het koninkrijk bleef verder grotendeels gericht op handel en landbouw.

## 1840-1850
Het waren de liberalen onder leiding van Thorbecke die vanaf 1840 de door Willem I in precaire toestand achtergelaten overheidsfinanciën gezonder wisten te maken en bovendien de vrijhandel bevorderden. Daarbij zorgde de invoering van het cultuurstelsel in Nederlands-Indië vanaf 1830 voor extra inkomsten uit de koloniën. De opheffing van handelsbeperkingen bracht een sterke concurrentie van buitenlandse industriële producten met zich mee. Voorlopig werd vooral geïnvesteerd in de landbouw. Sommige wetenschappers gebruiken dit punt juist om uit te leggen dat de Hollandse burgerij tevreden was met wat ze bereikt had en er geen behoefte was om te investeren. De meningen zijn hierover echter verdeeld. Ook moet opgemerkt worden dat de Britten de handelspositie in de wereld van Nederland hadden overgenomen, zij beschikten hierdoor over een grote aanvoer van grondstoffen. Nederland had in de Franse Tijd een aantal koloniën verloren, waardoor de importen verminderd waren. De veelal kleinschalige maaknijverheid had minder behoefte aan vernieuwende technieken, die in de regel relatief grote investeringen vereisten en vooral rendeerden bij grootschalig toepassing. Zo maakte de stoommachine als algemene aandrijfkracht maar zeer geleidelijk opgang: duur in aanschaf  en installatie (naast de machine was een stoomketel nodig, schoorsteen voor trek en rookgasafvoer en meestal een apart onderkomen) en qua bediening (machine en ketel vroegen voortdurend toezicht en bediening) en onderhoud. Dan was wind- en waterkracht (hoewel onbetrouwbaar als krachtbron) lange tijd economisch gezien voordeliger, mede gezien de eerste investeringen. Hoewel turf ook toepassing vond als brandstof werden de meeste stoommachines gestookt met kolen die echter relatief duur waren in Nederland. De enige plaats waar kolen gedolven werden, Zuid-Limburg, lag echter periferisch ten opzichte van de meeste economische centra, met name in de kustprovincies. Toen echter vanaf 1860 de overheidsfinanciën weer waren gesaneerd kon de Nederlandse overheid investeren in nieuwe infrastructuur zoals het Noordzeekanaal, dat tussen 1860 en 1876 werd aangelegd, en de uitbreiding van het spoorwegnet. Dit deed de prijs van steenkool, ook buiten de mijnbouwgebieden, sterk dalen, zodat deze grondstof in het hele land beschikbaar kwam.

## Groei

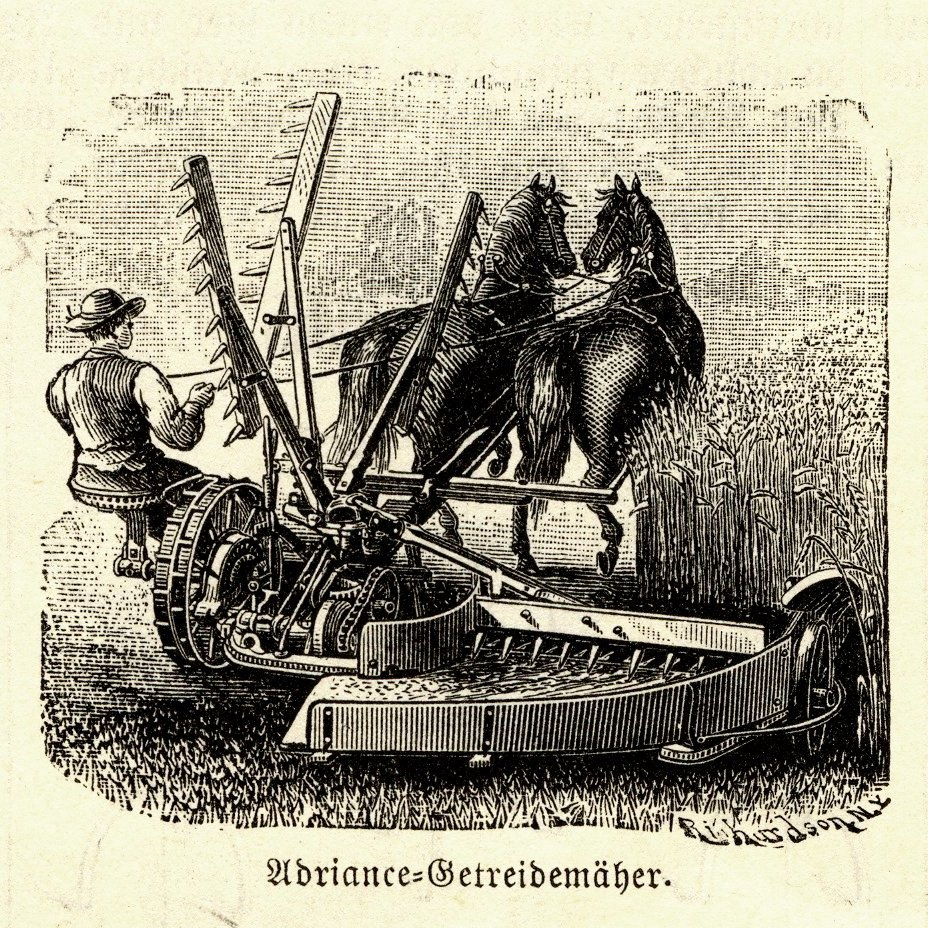
Maaimachine (1889)

### Landbouw
De landbouw bleef de grootste economische sector in Nederland gedurende de 19e eeuw. Door toepassing van nieuwe technieken, de eerste landbouwmechanisatie, had deze een hoge arbeidsproductiviteit. Niet alleen de productiviteit werd verbeterd, er werd ook nieuwe landbouwgrond ‘gecreëerd’ door het droogleggen van meren. Zo werd de Haarlemmermeer van 1848-1852 drooggemalen met behulp van stoomkracht. In de armere, pleistocene delen van het land waren al langer proto-industriële ontwikkelingen gaande, waarbij mensen uit de landbouwsector ook huisnijverheid verrichtten voor fabrikeurs. De thuiswerkers vormden een reservoir van arbeidskrachten die, tegen een lage beloning, ook in de fabrieken inzetbaar waren. Dit kwam mede door een groot geboorteoverschot dat niet door de landbouw kon worden opgevangen. Nieuwe gewassen en productietechnieken leidden daarbij tot uitbreiding van het agro-industrieel palet, zoals de oprichting van suikerfabrieken (vanaf 1858), aardappelmeelfabrieken, strokartonfabrieken, meelfabrieken (1872), exportslachterijen (1875) en margarinefabrieken (1875). Hieruit zijn uiteindelijk diverse multinationale ondernemingen als AkzoNobel, Unilever en Avebe ontstaan.

### Textiel
De belangrijkste sector binnen de proto-industrie, de textielproductie (zoals spinnen en weven), stond vooraan bij de mechanisering en schaalvergroting. De textielindustrie was in Groot-Brittannië de belangrijkste aanjager van de industriële revolutie, met als belangrijkste uitvindingen de Spinning Jenny en later het door een krachtbron aangedreven weefgetouw, het power loom. De eerste mechanisering vond plaats in spinnerijen, een ontwikkeling die in Nederland begon in de eerste helft van de 19e eeuw. Zowel de wol- als de katoenspinnerij ging over op eenvoudige, meerspillige spinwerktuigen. Het bedrijf Van Dooren & Dams in Tilburg nam in 1809 als eerste textielonderneming in den lande een, met een rosmolen aangedreven, spinmachine in gebruik. In Eindhoven kwamen vanaf 1810 spinmachines in gebruik die behalve door spierkracht ook door middel van waterkracht werden aangedreven. In 1812 kocht de Eindhovense textielfabrikant Smits de Stratumse Watermolen voor de aandrijving van zijn spinmachines. Een volgende fase vormde de inschakeling van stoomkracht. Pieter van Dooren introduceerde in 1827 als eerste in Tilburg een stoommachine in zijn spinnerij. Een stimulans betekende de komst van diverse Belgische textielondernemers na de onafhankelijkheid van dat land in 1830 naar Nederland. Ze ontliepen zo de hoge invoerrechten die na de Belgische afscheiding door Nederland werden geheven. In 1875 telde Tilburg 142 textielondernemingen. De katoennijverheid concentreerde zich vooral in Twente. In deze regio kwam de eerste stoomspinnerij in 1830 en de stoomweverij volgde in 1852. Technische kennis en apparatuur hiervoor kwamen aanvankelijk grotendeels uit Engeland. De industrialisatie leidde er ook tot het ontstaan van een kapitaalgoederenindustrie, zoals machinefabrieken. Enschede groeide uit tot het belangrijkste centrum van textielproductie in Nederland. De afzet ging voor een deel naar de binnenlandse markt maar er werd ook veel geexporteerd naar de Nederlandse koloniën en Afrika. Net als in Groot-Brittannië begonnen in Nederland veel technologische vernieuwingen in de textielindustrie.  

### Metaal
In de metaalsector vond een omslag plaats waarbij nieuwe ijzer- en staalsoorten ingang vonden. Op het grondgebied van het huidige Nederland was al in de Vroege Middeleeuwen een inheemse ijzerproductie gebaseerd op lokaal gewonnen ijzeroer (een kwalitatief slechte grondstof) dat gesmolten werd in kleinschalige smelterijen. In oostelijk Nederland kwam vanaf de 17e tot in de 19e eeuw een aantal ijzerhutten ofwel smelterijen tot stand, veelal in de nabijheid van de grondstoffen oer en houtskool en waterstromen voor de aandrijfkracht. Vanaf circa 1800 kwamen er in westelijk Nederland moderne ijzergieterijen gebaseerd op geïmporteerd pig iron ofwel piekijzer, de eerste smelting van kwalitatief beter erts. Naast deze gieterijen en smelterijen ontstond een zeer uiteenlopende metaalbewerkingssector. Het ging grotendeels om kleinschalige smederijen. In de loop van de 19e eeuw vond een schaalvergroting plaats in de metaalbewerkingssector, mede onder invloed van de industrialisatie. Zo schakelden de scheepsbouw over op de bouw van ijzeren stoomschepen. Dat leidde onder meer tot de komst van machinale smederijen, vaak als onderdeel van scheepswerven.
In de metaalsector bleven nog lang ambachtelijke productietechnieken bestaan. 

### Krachtbronnen
In 1851 stonden er in Nederland slechts 292 stoommachines, terwijl België er toen al meer dan 2000 had, die gemiddeld ook nog twee maal zoveel vermogen leverden. Een van de oorzaken van deze voorsprong was de sterk ontwikkelde mijnbouwsector in dit land. Aan het eind van de 19e eeuw, gedurende de hoogtijdagen van het stoomtijdperk waren er in Nederland bijna 4000 stoominstallaties. Door de uitvinding van de verbrandingsmotor, met name de gasmotor, kwam een mechanische krachtbron ook binnen bereik van kleinere bedrijven, terwijl de elektromotor omstreeks het laatste decennium van de 19e eeuw in zwang kwam.

## Gevolgen

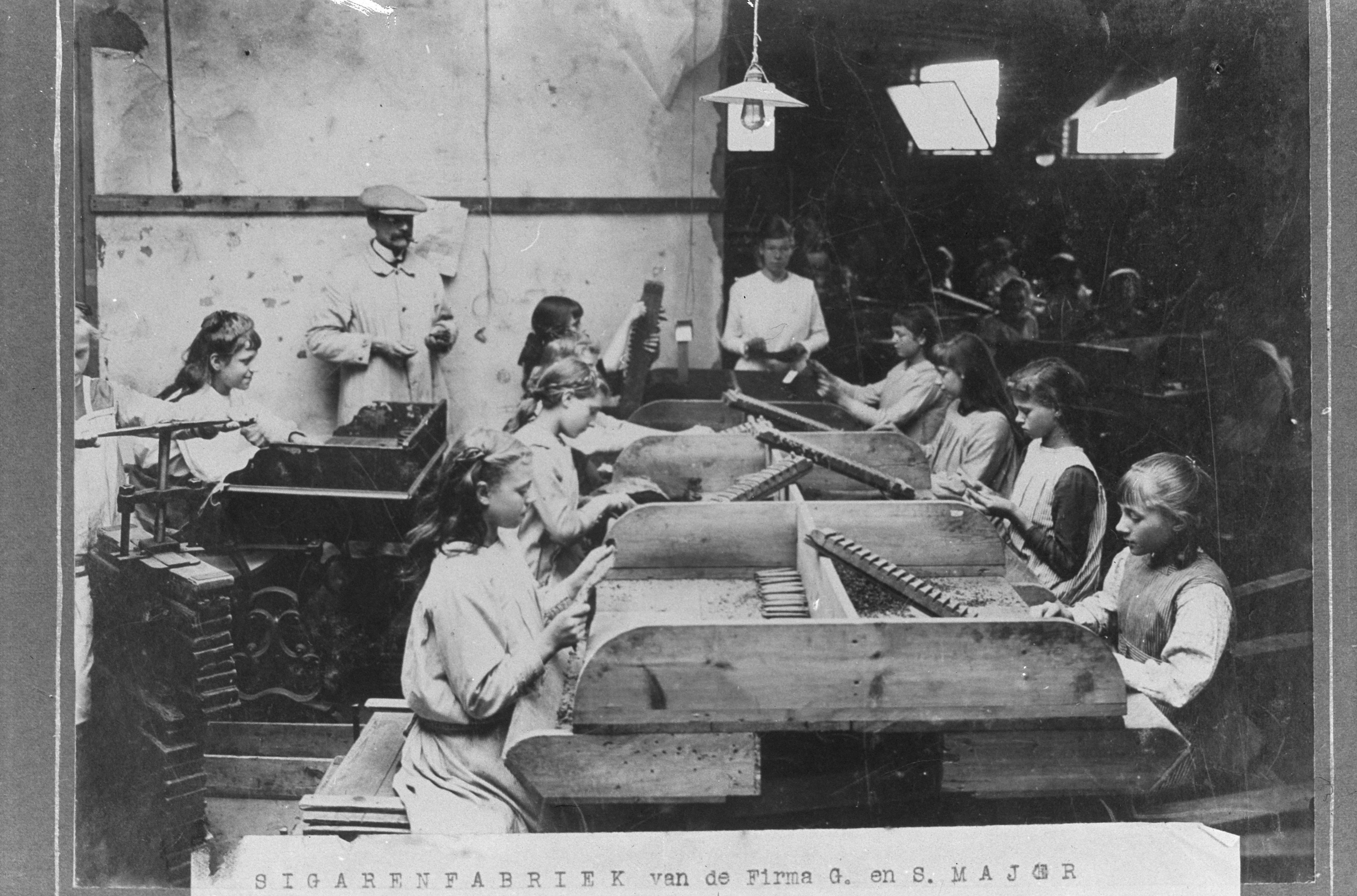
Meisjes in sigarenfabriek, 1919

De industriële revolutie was een ingrijpende verandering die talloze andere veranderingen tot gevolg heeft gehad.
Allereerst kon de ambachtelijke nijverheid niet concurreren met de fabrieken die producten van dezelfde, of zelfs betere kwaliteit op de markt brachten tegen een lagere prijs. Het gevolg was dat veel ambachtelijke bedrijven failliet gingen en de voormalig werknemers in de industrie aan het werk gingen.

### Factor arbeid
Het fabrieksmatig produceren had tot gevolg dat de huisnijverheid geleidelijk aan verdween. Het werk in de fabriek was vaak eentonig en geestdodend en de lonen waren laag. In de fabrieken werden ook vrouwen en kinderen op grote schaal in dienst genomen. De arbeidsomstandigheden waren slecht, de werkplaatsen waren vuil en gevaarlijk en er moesten lange werkdagen worden gemaakt.
De arbeider was in toenemende mate afhankelijk van de grillen van de conjunctuur.
Arbeidskracht was in ruime mate aanwezig, waardoor de fabrikanten het zich konden veroorloven lage lonen te betalen. Fabrikanten wisten grote winsten te realiseren en konden het zich veroorloven een luxe leven te leiden. Er ontstond hierdoor een grote kloof tussen rijk en arm. Door het grote aantal arbeiders in de steden was er een schrijnend tekort aan woonruimte. Circa twee miljoen arbeiders, 40% van de bevolking, leefden met grote gezinnen in krotten, kelders en andere zeer kleine behuizingen.
Uiteindelijk leidde dit tot de vereniging van arbeiders in vakbonden en politieke partijen die druk probeerden uit te oefenen op werkgevers en regering. Deze organisaties hebben na verloop van tijd regelgeving afgedwongen met betrekking tot de werkomstandigheden, schoolgang en woonomstandigheden.

### Evolutie
De socialewetgeving heeft de kenniseconomie bevorderd, kinderen werden verplicht naar school te gaan. Gedurende de 20e eeuw is de wetgeving omtrent educatie nog verder aangepast. Met als uiteindelijk resultaat: Nederland is van een economie met de nadruk op landbouw en handel veranderd in een primair industriële samenleving waarin vervolgens de dienstensector de overhand kreeg. Gedurende de jaren 70 van de 20e eeuw zijn veel traditionele industrietakken weer uit Nederland verdwenen, zoals de textiel, de scheepsbouw en de zware machinebouw. Veel daarvan bevindt zich nu in voormalige ontwikkelingslanden, waar de lonen lager zijn. De industrie die bleef moest het steeds meer hebben van zeer hoogwaardige producten, en vaak opereren op snel veranderende niche-markten. De industrie van hoogwaardige kapitaalgoederen bevindt zich tegenwoordig voornamelijk in de voormalig perifere gebieden van Nederland.